# Commoni
Les Commoni étaient, d’après d’anciens historiens, une peuplade ligure qui aurait habité entre les villes actuelles de Marseille et Fréjus.
Les historiens actuels considèrent que les différentes thèses exprimées précédemment les concernant ne sont pas crédibles. Ils penchent maintenant pour le nom d’une ville ou le nom d’une ethnie générique.

## Variantes du  nom
On trouve aussi les concernant les termes de Commones, Comani, Commani, Cumani ou Comaci

## Les anciennes hypothèses et leur réfutation

### Hypothèse Ptolémée
Claude Ptolémée dans son célèbre Manuel de Géographie en l’an 150  décrit le territoire des Commoni d’ouest en est par Massilia actuelle Marseille, Tauroentum actuelle Lecques, sur la commune de Saint-Cyr, Olbia de Provence sur la commune de l'actuelle Hyères et Forum Julii actuelle Fréjus
Mais les régions citées appartiennent déjà à d'autres peuples. Il est impossible compte tenu des habitudes des peuples gaulois qu’il y ait eu cohabitation de peuples, Ptolémée a peut-être confondu les Comani avec les Cénomani. Ce groupe historiquement plus connu aurait habité la Provence et aurait traversé les Alpes pour s’installer dans la plaine du Po au IVe siècle dirigé par Bellovèse 
Cette confusion entre Commoni et Cénomani est ensuite reprise notamment par Christophe de Villeneuve-Bargemon, préfet du Var du début du XIXe siècle.
Selon Christophe de Villeneuve-Bargemon, Pline, en reprenant un passage de Caton d'Utique, employa le terme de Cenomani pour renommer les Commoni. Ceci a laissé penser qu'il y aurait eu une implantation de celtes Cenomans sur les terres des ligures durant l'expédition légendaire de Bellovèse, comme le pense Étienne Garcin. Christophe de Villeneuve-Bargemon explique qu'en réalité ce ne fût pas le cas et que les Commoni ou Cenomani de Provence étaient des liguriens ou saliens. Il émet l'hypothèse que leur nom provient, en réalité, de lieu de leur implantation, près du Cœnus, puisque les ligures avaient pour habitudes de se nommer ainsi. Il précise que man dans les dialectes celtiques signifie homme, tribus, peuple. En revanche, il ne précise pas la signification du terme de Cœnus bien qu'il renvoie, selon le dictionnaire latin-français Le Graffiot (2016) à Cænus qui signifie un promontoire, soit « une pointe de terre, de relief élevé, qui s'avance dans la mer ». Cenomani ou Commoni pourrait signifier « les habitants d'un relief important en bord de mer », qui peut être un élément de caractérisation du littoral provençal. Le mot Cœnus peut également se rapprocher du terme Cænum ou Cænosus qui renvoie à un espace boueux et bourbeux. Il fait le lien du nom (Secoani) donné par Étienne de Byzance avec une rivière (Secoanos) du Pays marseillais, pour désigner l'origine du nom des Commoni ou Cenomani.

### Hypothèse Desjardins
Ernest Desjardins, en 1878, suggère que le nom vient simplement du Latin Communes qui désigne un réunion de peuples  Les historiens actuels jugent cela peu crédible 

### Hypothèse Clerc
Michel Clerc, en 1929, remarque qu’un roi se nommait Comanus. Ce nom ne serait donc qu’un simple épithète d’origine prouvant qu’il appartient à la tribu des Commoni. Ce roi est un des fondateurs du village portuaire de Lacydon , l’actuel Vieux-Port de Marseille. Clerc soutient donc que cette tribu serait les premiers fondateurs de Marseille.
En fait ce roi s’appelait Comanos . C’est un nom d'origine celte. Comanos n’en est que sa forme latinisée. Comanos est un roi Ségobrige. Les historiens s’accordent pour dire que c’est eux qui ont fondé Lacydon
Face à cette difficulté, Clerc fusionne le terme de ville Comani et le terme de peuple Segobrigi en un seul toponyme : Ségobriga-Comanorum. Selon lui, Sego briga serait une ville, le chef-lieu du Peuple Comani.
Cette hypothèse n’est pas jugée convaincante par les historiens actuels 